# Hydractinia californica
Hydractinia californica är en nässeldjursart som beskrevs av Torrey 1904. Hydractinia californica ingår i släktet Hydractinia och familjen Hydractiniidae. Inga underarter finns listade i Catalogue of Life.